# Norin 10 (grano)

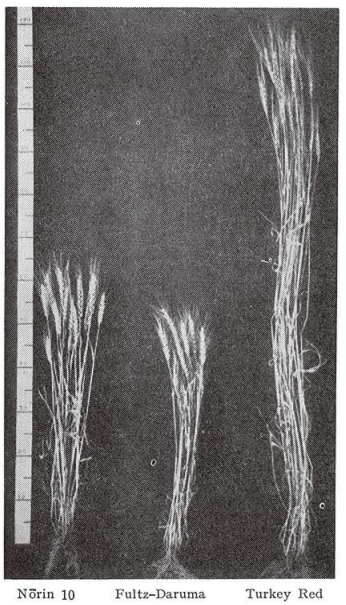
Il Norin 10 e i suoi "genitori" il Fultz Daruma e il Turkey Red

Il grano Norin 10 o Noriten (giapponese: 小麦農林10号) (Triticum aestivum L.) è una cultivar di grano semi-nano con spighe molto grandi che è stata allevata da Gonjiro Inazuka (1897-1988) in una stazione sperimentale nella prefettura di Iwate, in Giappone. Nel 1935 fu registrata come cultivar numerata dal Ministero giapponese dell'Agricoltura e delle Foreste Nōrinshō (農林省).

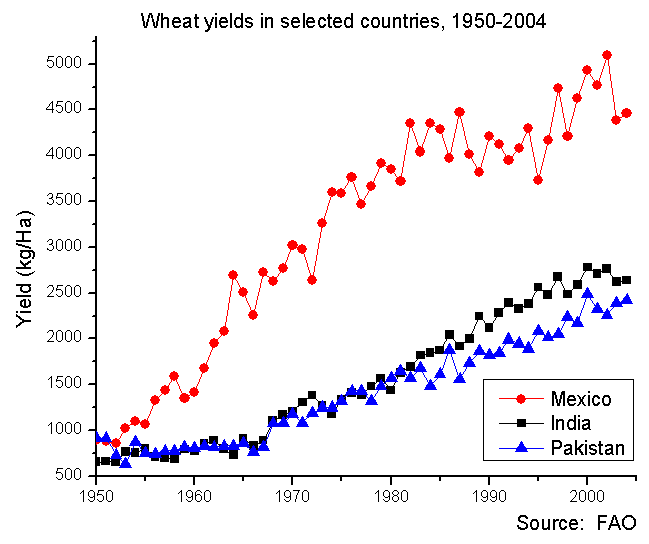
Rese del grano in tre paesi

Questa varietà ha fornito, insieme alla varieta giapponese Akakomugi, i geni nanizzanti trasferiti su varietà europee e non all'inizio del XX secolo, geni che hanno consentito la crescita delle rese agronomiche del grano.

## Storia
Questa varietà oggi costituisce la base genetica di più dell’80% delle varietà di grano mondiale, che possiedono il Norinten come antenato comune, salvando dalla fame un miliardo di persone.
Essa è stata ottenuta con un incrocio a tre vie partendo da una varietà autoctona giapponese semi-nana (Daruma), che potrebbe aver avuto origine in Corea nel III o IV secolo d.C., e due varietà una tenera ed una dura originarie dagli Stati Uniti, rispettivamente il Fultz e il Turkey Red. 
Il Fultz + Daruma furono incrociati nel 1917, l'incrocio ottenuto fu incrociato con il Turkey red nel 1924 ottenendo così il Norin 10 che fu rilasciato per la prima volta nel 1935. È una varietà alquanto suscettibile alle malattie e non divenne per questo popolare.
I geni Rht1 e Rht2 sono stati utilizzati nei programmi di selezione del grano in tutto il mondo per creare piante più basse con rese più elevate.
Cecil Salmon, un biologo ed esperto di grano della squadra del generale Douglas MacArthur in Giappone dopo il 1945, raccolse 16 varietà di grano tra cui Norin 10, diffuso nella regione di Tōhoku. Inviò questi semi a Orville Vogel presso la Washington State University dove furono utilizzati nei programmi di allevamento statunitensi negli anni '50.

Un francobollo indiano emesso il 17 luglio 1968 commemorativo della "Rivoluzione del grano" con steli di grano, l'Indian Agricultural Research Institute (IARI) e un grafico a barre dell'aumento della produzione di grano.

Successivamente il Norin 10 è stato fornito anche al Centro internazionale per il miglioramento del mais e del grano (CIMMYT) in Messico. 
Qui venne utilizzato da Norman Borlaug e collaboratori negli incroci con varietà locali per produrre varietà nane che erano anche insensibili alla luce del giorno (fotoperiodo) e resistenti alla ruggine.
Questi furono successivamente distribuiti in tutto il mondo. 
Queste varietà messicane includevano varietà ad alto rendimento testate in India, come il Lerma Rojo 64 e il Sonora 64, durante la Rivoluzione Verde.
Il Norin 10 ha aiutato i paesi in via di sviluppo, come India e Pakistan, nell'aumentare la produttività dei loro raccolti di circa il 60% durante la Rivoluzione Verde. Attualmente esistono più di 500 varietà che discendono dal Norin n. 10 in tutto il mondo e vengono coltivate in 50 paesi.

## Caratteristiche
Il Norin 10 è alto solo 60 – 100 cm, invece dei soliti 150 cm. Questa varietà è dotata di due i due geni Rht1 e Rht2 detti nanizzanti; essa ha fornito quei geni nanizzanti trasferiti poi su varietà europee e non. 
L'abbassamento è particolarmente utile quando il grano viene concimato con concimi azotati che porterebbero all'allettamento del grano cresciuto troppo, le concimazioni sono necessarie per aumentare le rese agronomiche delle varietà utilizzate.
Il grano giapponese nano Norin 10 codifica il gene Rht-B1b (Rht1 sul cromosoma 4B) e l'Rht-D1b (Rht2 sul cromosoma 4D), al contrario l'Akakomugi codifica il gene Rht8 (sul cromosoma 2D).
I grani nani lo sono perché rispondono in modo anomalo all'ormone della crescita delle piante: l'Acido gibberellico; mentre il gene che rende insensibile al fotoperiodo è il PpD1, gene questo che anticipa la maturazione del grano.